# Manași, Cetatea Albă
Manași (în ucraineană Монаші, transliterat: Monași) este un sat în comuna Marazlăveni din raionul Cetatea Albă, regiunea Odesa, Ucraina.

## Demografie
Componența lingvistică a comunei Manași
     Ucraineană (91,88%)
     Rusă (5,22%)
     Bulgară (1,04%)
     Română (1,04%)
     Alte limbi (0,12%)
Conform recensământului din 2001, majoritatea populației comunei Manași era vorbitoare de ucraineană (91,88%), existând în minoritate și vorbitori de rusă (5,22%), română (1,04%) și bulgară (1,04%).